# Claudio Ariel Rojas
Claudio Ariel Rojas Martínez (Guatemala, 29 de noviembre de 1973) es un exfutbolista guatemalteco. Jugaba de centrocampista y su primer club fue River Plate.

## Carrera
Su padre, Carlos Hipólito Rojas, fue un futbolista profesional argentino que se encontraba jugando en Guatemala al momento de su nacimiento. Creció en la Argentina, donde se formó como futbolista. 
Producto de las divisiones inferiores de River Plate, hizo su debut profesional con ese club en 1993.
En 1994 pasó a San Lorenzo. Posteriormente jugaría también en Instituto de Córdoba.
En 1998 regresó a Guatemala, su país natal, en donde formó parte del plantel de Comunicaciones FC. Jugó allí hasta 2004. 
En los últimos años de su carrera jugó para el CSD Municipal, el Jalapa, el Malacateco y el Petapa. En 2008 se confirmó su retiro definitivo del fútbol profesional.

## Selección nacional
Fue miembro de la selección de fútbol de Guatemala entre 1997 y 2001. Disputó dos ediciones de la Copa de Naciones de la UNCAF (1999 y 2001) y dos de la Copa de Oro de la Concacaf (1998 y 2000).
También fue parte de la selección de fútbol sala de Guatemala que participó de la Copa Mundial de 2000.

## Clubes
| Club                 | País      | Año       |
| -------------------- | --------- | --------- |
| River Plate          | Argentina | 1993-1994 |
| San Lorenzo          | Argentina | 1994-1995 |
| Instituto de Córdoba | Argentina | 1997-1998 |
| Comunicaciones F.C.  | Guatemala | 1998-2004 |
| CSD Municipal        | Guatemala | 2004-2005 |
| Jalapa               | Guatemala | 2005-2006 |
| Malacateco           | Guatemala | 2006-2007 |
| Petapa               | Guatemala | 2007-2008 |